# John Mark McMillan
John Mark McMillan é um cantor/compositor Evangélico de música cristã. Em 2002, lançou seu primeiro álbum "Hope Anthology Volume One". Em 2005, lançou "The Song Inside the Sounds of Breaking Down", que incluiu a faixa How He Loves.[carece de fontes?] A canção foi um sucesso apesar do lançamento independente do álbum, e foi regravada por vários artistas conhecidos dentro da indústria de música cristã (David Crowder Band, Kim Walker, Jared Anderson, Todd Agnew, New Breed, Flyleaf, The Glorious Music, Unseen Hillsong Austrália, Kari Jobe). A música tem significado sentimental para McMillan, que a escreveu após a morte de um querido amigo que, durante uma reunião de funcionários da igreja, orou em voz alta "Se isso abalaria a juventude de uma nação, eu vou dar a minha vida hoje". McMillan foi acordado no meio da mesma noite por um telefonema; o amigo tinha sido morto em um acidente de carro. Ele escreveu How He Loves na manhã seguinte como "uma celebração de um Deus que gostaria de ficar com a gente... apesar de quem somos". A canção levou mais de um ano para a superfície no Mainstream Cristão, mas passou a tornar-se um cântico de adoração comumente jogado em rádios cristãs e nas organizações da igreja.